# Arctornis alba
Arctornis alba is een vlinder uit de familie spinneruilen (Erebidae), onderfamilie donsvlinders (Lymantriinae). De wetenschappelijke naam van deze soort is voor het eerst geldig gepubliceerd in 1861 door Bremer.
De soort komt voor in tropisch Afrika.